# Budići
Budići är en ort i Bosnien och Hercegovina.   Den ligger i entiteten Federationen Bosnien och Hercegovina, i den sydöstra delen av landet, 50 km öster om huvudstaden Sarajevo. Budići ligger 492 meter över havet och antalet invånare är 388.
Terrängen runt Budići är huvudsakligen kuperad. Budići ligger nere i en dal.Närmaste större samhälle är Goražde, 1,8 km nordost om Budići. 
I omgivningarna runt Budići växer i huvudsak lövfällande lövskog. Runt Budići är det ganska tätbefolkat, med 67 invånare per kvadratkilometer.